# Raski
Raski – przysiółek wsi Przecza w Polsce, położony w województwie opolskim, w powiecie brzeskim, w gminie Lewin Brzeski. Wchodzi w skład sołectwa Przecza.
W latach 1975–1998 przysiółek należał administracyjnie do województwa opolskiego.